# Fabio Firmani
Fabio Firmani est un ancien footballeur italien né le 26 mai 1978 à Rome. Il jouait au poste de milieu de terrain.